# Григорий Пецанов
Григорий Пецанов (Пецанович) е български зограф от Македония от XIX век. Според Асен Василиев Григорий Зограф е „твърде даровит и умело школуван майстор“, „голям стилизатор на формата, добър техник“. В творчеството си Пецанов предпочита тъмни, силни и наситени цветове.

## Биография
Роден е в град Струмица, тогава в Османската империя. Родът на баща му Пецо (Пеца) произхожда от близкото село Дабиля. Твори в множество църкви в Струмишко и на други места.
Между 1863 и 1866 година изработва серия икони за иконостаса на църквата „Свети Димитър“ в Драчевица.
В 1868 година изработва иконите за „Света Троица“ в Дабиля – Петър и Павел, Архангел Михаил, Константин и Елена, Троица, Богородица, Христос, Йоан Кръстител и други. Иконата на Света Троица е надписана: „Δια χειρος Γρηγοριου ά Ζογραφου υῖου Πετζα του ἐκ Στρωμνιτσης ουαριου, α αωξἠ (=1868)“. Освен иконите, Пецанов рисува и стенописите по тавана на храма в Дабиля и украсява колоните с растителни и геометрически мотиви на тъмен фон, като успява да постигне художествено единство.
В 1871 година Пецанов изрисува Свети Георги в цял ръст върху южната иконостасна врата на „Успение Богородично“ в Смоймирово. Подписът му е „Из рука Григоріа зѡграфа синъ Пецановичъ ѿ Струміца 1871 іаннуаріа 10: ыи“. Свети Георги е с дълга мантия, с дълго копие и кръст в дясната ръка и палмова клонка в лявата. Главата е композирана и изрисувана отлично, а типажът е ориенталски – тъмен, с черна къдрава коса и големи очи.
В 1873 година изписва църквата „Свети Димитър“ в Градец, което се разбира от двуезичния надпис – гръцки и църковнославянски, на северната страна отвън в композицията „Страшният съд“. Датата в надписа е 28 август 1873 година, а изписаното пространство е дълго около 11 метра и обхваща пространството от лявата и от дясната страна на вратата. В същата 1873 година рисува икони за църквите „Свети Илия“ в Габрово и „Свети Илия“ в Добрейци, в 1874 година за „Свети Георги“ в Пиперево, а в 1879 година за „Свети Никола“ в Градошорци.
Пецанов е автор на целувателната икона „Успение на Пресвета Богородица“ в Беровския манастир „Свети Архангел Михаил“, изработена в 1878 година.
След 1878 година Григорий Зограф рисува в новоосвободеното Княжество България. Негови творби има в берковската църква „Свети Николай“. На иконата на Успение Богородично има надпис: „іулій 15-ый 1878 из рука Г. П. Струмица“. Във „Възкресение Христово“ в софийското село Челопечене също има творби на Пецанов. На иконата на Света Богородица има подпис: „сіѧ икона ѡбдарисе ѿ Гіор... Петковъ, съ собругомъ, и чедомъ за душевно ихъ спасеніе, и тѣлесно, здравіе. Из рук Григоріа иконопісца македонецъ от Струміца 1879 март 16-ый“.
В 1880 година рисува икони и живопис - сцени от Христовото житие в централния кораб и портрети на евангелистите в медальони над стълбовете - в храма „Свети Илия“ в Съчево. В 1889 година рисува икони за църквата „Успение Богородично“ в Бадилен.
В „Света Троица“ в Смолари Пецанов работи в 1897 година. На западната врата на храма има надпис: „Изобразисѧ сей бжественій храмъ стыѧ трцы во времето на свѧщникъ Пантелиѧ и на феткио епитропъ дедо Митре Теповъ, купно съ новый епитропъ Келю Теновъ и сосъ настоѧтелите и надзирателите черковни г-да Раггелъ Гѡоргиевъ Геѡрге Стоиловъ, въ лѣто 1897 г. Въ месецъ аѵгустъ 9-ый чресъ руки на зографа Григорїа Пецановічъ ѿ градъ Струмица сос настоѧніето же на кмета Андонъ Манчовъ“. На следната 1898 година изписва иконостасите на църквите „Свети Спас“ в Стиник и „Свети Атанасий“ в Барбарево.
Григорий Пецанов заедно със зографите Гаврил Атанасов и Димитър Папрадишки е автор на иконописта в струмишката българска катедрала „Св. св. Кирил и Методий“, построена в 1911 година.
Иконите в изградената в XIX век църква „Успение на Пресвета Богородица“ в Царево село са дело на Димитър Папрадишки, Григорий Пецанов и други автори. Пецанов е автор на икони в построената в 1850 година църква „Св. св. Константин и Елена“ в Разловци заедно с Васил Зограф. Иконите в църквата „Свети Никола“, изградена в 1857 година в Стар Истевник също са дело на Пецанов. Дело на Пецанов са и престолните икони в църквата „Свети Архангел Михаил“ в Драмче. Автор е и на иконите в „Свети Атанасий“ в Пърждево, „Свети Никола“ в Демиркапийска Клисура, „Св. св. Константин и Елена“ в Раклиш, „Свети Георги“ във Воиславци, „Свети Димитър“ в Панчарево и „Възнесение Господне“ в Умлена.